# استینه بردال اوفتدال
آستینه بردال اوفتدال (نروژی: Stine Bredal Oftedal؛ زادهٔ ۲۵ سپتامبر ۱۹۹۱) بازیکن هندبال زن اهل نروژ است.